# Олимп (бриг)
«Оли́мп» — бриг типа «Феникс» Балтийского флота Российской империи. Один из трёх бригов данного типа.

## История службы
Бриг «Феникс» был заложен 20 ноября 1816 года на Охтенской верфи. Строительство вёл корабельный мастер Вениамин Фомич Стоке. Спуск на воду состоялся 15 июня 1817 года.
С 1817 по 1826 год ежегодно (кроме 1819 года) корабль находился в практических плаваниях в Финском заливе. В 1819 году с фрегатом «Гектор» ходил в Англию, Францию и Пруссию, с личным составом Гвардейского экипажа. В 1824 году на этом судне И. Ф. Крузенштерном впервые в истории русского флота была произведена девиация компаса. В октябре 1824 года «Олимп» спас экипаж шлюпа «Свирь», который сел на мель у острова Нерва и был разбит волнами.
7 ноября 1824 года корабль стоял в Военной гавани Кронштадта. Во время наводнения его сорвало с якоря и отнесло к северной стенке. С мели бриг был снят через месяц — 7 декабря.
В 1827 году в Кронштадте бриг был разобран.

## Командиры
Бриг «Олимп» в разное время ходил под командованием следующих капитанов:
- 1817—1818 годы — П. И. Сущев
- 1819 год — Н. Г. Казин
- 1820 год — Г. И. Невельский (Невельской)
- 1821 год — Е. Е. Куличкин
- 1822 год — А. Ф. фон Моллер
- 1823—1824 годы — П. Д. Ишкарин
- 1825—1826 годы — Г. А. Кашерининов (Каширинин)